# 22 Kalliope
22 Kalliope är en asteroid. Den upptäcktes 16 november 1852 av den brittiske astronomen John Russell Hind i London. Kalliope är uppkallad efter den episka poesins musa inom grekisk mytologi.
Ljuskurveanalys ger att Kalliopes pol mest sannolikt är riktad mot (β, λ) = (-23°, 20°) i ekliptiska koordinater. Det ger en lutning av axeln med 103°.

## Linus
En måne till Kalliope upptäcktes 29 augusti 2001 av J. L. Margot och M. E. Brown vid Keck II, samt tre dagar senare av W. J. Merline med flera vid CFHT.
Namnet Linus kommer från Kalliopes son som hon fick med Apollon.
Omloppsbanan har medelavståndet 1020± 40/1 065±8 km till Kalliope och beskriver nästan en cirkel (excentricitet=0,07±0,02/0,000±0,005). Linus bana lutar 93,4±1° relativt Kalliopes omloppsbana men 9±1°/19,8±2,0° relativt Kalliopes ekvator. Diametern bedöms till ca 38±6/30 km. Omloppstiden runt Kalliope tar 3,590±0,001/3,58±0,08 d. Linus densitet är 2,03±0,16 g/cm3 vilket antyder att Linus är mycket porös.